# 13e régiment d'infanterie (France)
Pour les articles homonymes, voir 13e régiment.
Le 13e régiment d'infanterie (13e RI) est un régiment d'infanterie de l'Armée de terre française créé sous la Révolution à partir du régiment de Bourbonnais, un régiment français d'Ancien Régime.

## Création et différentes dénominations
- 1er janvier 1791 : le régiment de Bourbonnais devient le 13e régiment d'infanterie de ligne ci-devant Bourbonnais.
- 1793 : Amalgamé il prend le nom de 13e demi-brigade de première formation
- 1796 : Reformé en tant que 13e demi-brigade de deuxième formation
- 1803 : Renommé 13e régiment d'infanterie de ligne
- 1814 : pendant la Première Restauration et les Cent-Jours, le régiment garde son numéro
- 16 juillet 1815 : comme l'ensemble de l'armée napoléonienne, il est licencié à la Seconde Restauration
- 11 août 1815 : création de la légion de la Dordogne
- 1820 : la 22e légion de la Dordogne est renommée 13e régiment d'infanterie de ligne.
- 1887 : renommé 13e régiment d'infanterie
- 1914 : donne naissance au 213e régiment d’infanterie
- 1924 : dissous
- 1930 : recréé comme 13e régiment d'infanterie
- 1940 : dissous
- 1945 : recréé comme 13e régiment d'infanterie à partir du 26e régiment d'infanterie FFI puis dissous

## Chefs de corps
- 23 novembre 1791 : François-Henri de Pontet
- 8 mai 1792 : Louis-François-Pierre d'Arlandes (*)
- 1793 : François-Henri Poulet
- 1795 : Antoine Alexandre Dejean(*)
- 1795 : François-Joseph Delegorgue
- 1799 : Jacques Froment
- 1809 : Christophe Huin, tué le 6 juillet 1809
- 1809 : Claude Larcilly, mort des suites de ses blessures le 2 mai 1813
- 1813 : Jean-Guillaume Lucas
- 1945 : colonel Henri Mingasson

(*) Ces officiers sont devenus par la suite généraux de brigade.

## Historique des garnisons, combats et batailles

### Ancien Régime
À Metz depuis 1782, le régiment perd son ancien nom en 1791. Il devient alors le 13e régiment d'infanterie de ligne.

### Guerres de la Révolution et de l'Empire

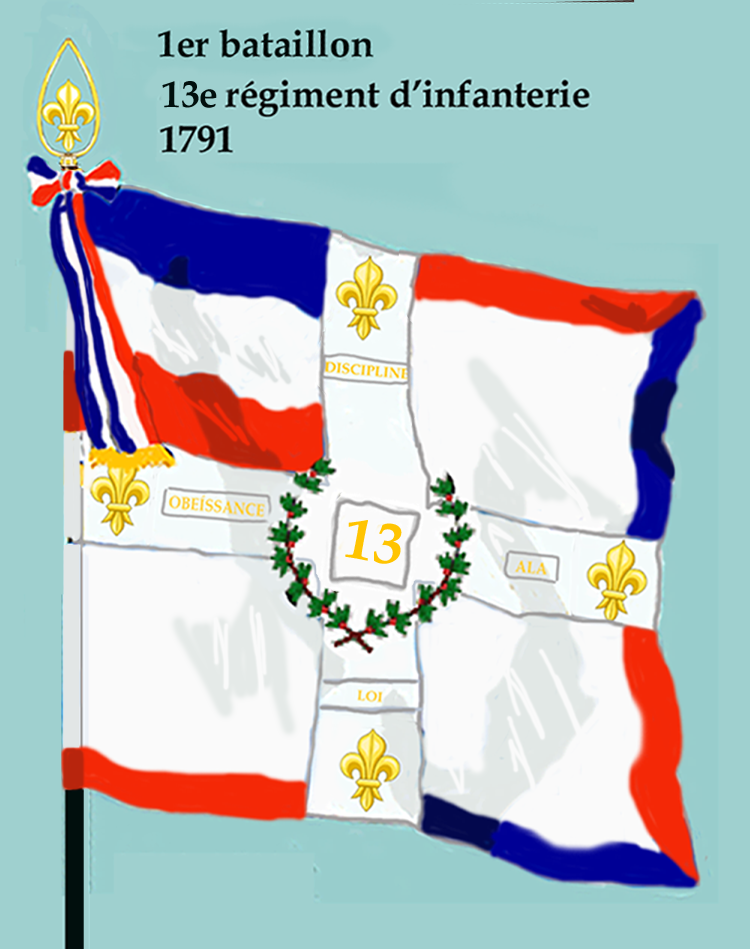
Drapeau du 1er bataillon du 13e régiment d'infanterie de ligne de 1791 à 1793
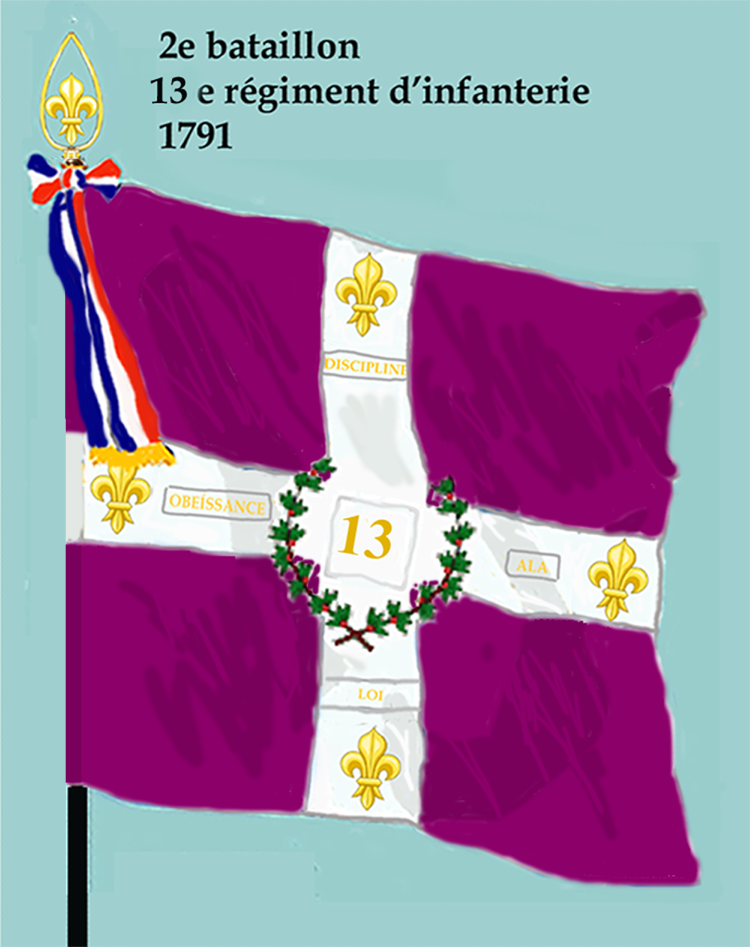
Drapeau du 2e bataillon du 13e régiment d'infanterie de ligne de 1791 à 1793

- 1792: Spire
- 1793: 
  - Armée de Mayence, Siège de Mayence, guerre de Vendée
  - Lors du premier amalgame création de la 13e demi-brigade de première formation, formée des :
    - 1er bataillon du 7e régiment d'infanterie (ci-devant Champagne)
    - 5e bataillon de volontaires de la Gironde
    - 6e bataillon de volontaires de la Gironde

  - batailles de Turkheim (30 mars 1793), Oberflersheim et Nothweiller

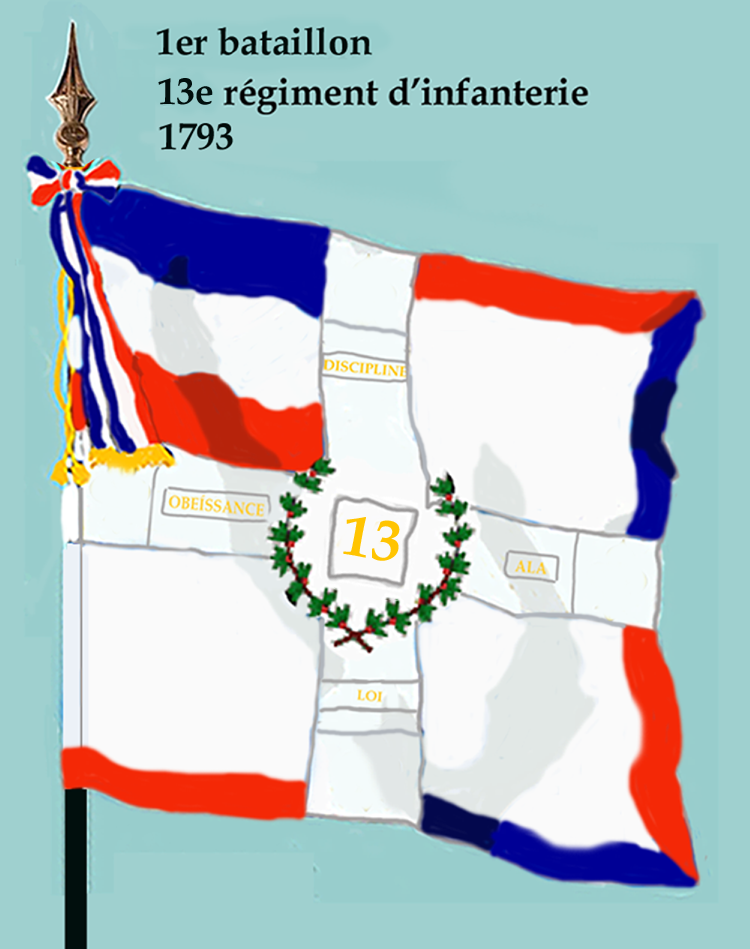
Drapeau du 1er bataillon du 13e régiment d'infanterie de ligne de 1793 à 1804
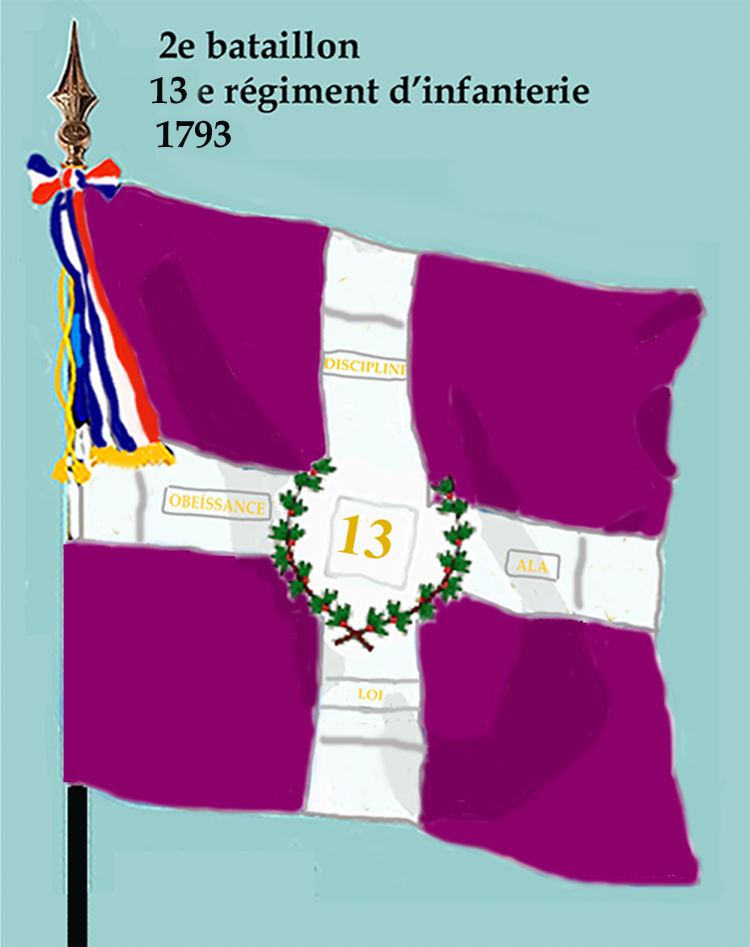
Drapeau du 2e bataillon du 13e régiment d'infanterie de ligne de 1793 à 1804

- 1794: Armée des Pyrénées-Orientales
- 1795: Le Boulou, Bellegarde et Saint-Laurent de la Mouga
- 1796: Armée des côtes de l'Océan
  - Reformé en tant que 13e demi-brigade de deuxième formation avec les :
    - 49e demi-brigade de première formation (1er bataillon du 25e régiment d'infanterie (ci-devant Poitou), 4e bataillon de volontaires du Nord, 5e bataillon de volontaires de l'Oise)
    - 1er bataillon du 106e régiment d'infanterie (ci-devant Cap) (Non amalgamé et qui devait former le noyau de la 187e demi-brigade de première formation)
    - 2e bataillon du 106e régiment d'infanterie (ci-devant Cap) (Non amalgamé et qui devait former le noyau de la 188e demi-brigade de première formation)
    - 1er bataillon du 29e régiment d'infanterie (ci-devant Dauphin) (Non amalgamé et qui devait former le noyau de la 57e demi-brigade de première formation)
    - 2e bataillon du 29e régiment d'infanterie (ci-devant Dauphin) (Non amalgamé et qui devait former le noyau de la 58e demi-brigade de première formation)
    - Bataillon des Fédérés des 83 départements
    - 6e bataillon de volontaires de Rhône-et-Loire également appelé 6e bataillon de grenadiers volontaires de Rhône-et-Loire
    - 2e bataillon de la formation d'Orléans
    - 19e bataillon de volontaires des réserves
- 1797: Vérone
- 1798 : 
  - Armée d'Orient (campagne d'Égypte)
  - Malte
  - 21 juillet 1798 : Bataille des Pyramides
- 1799: Saint-Jean d'Acre
- 1800: Héliopolis et Le Caire

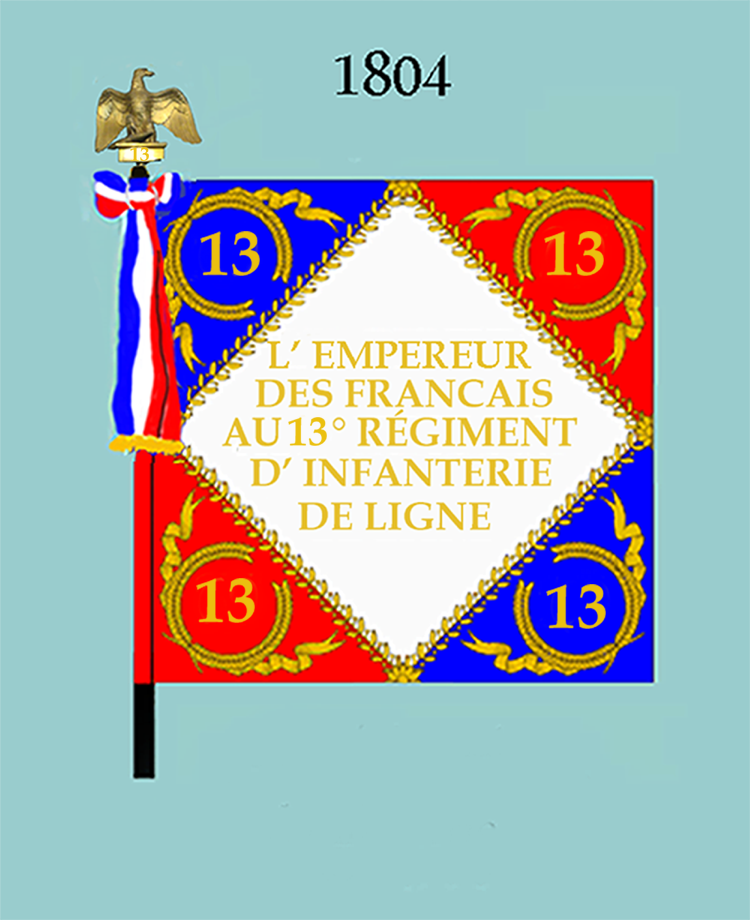
Drapeau modèle de 1804 (avers)
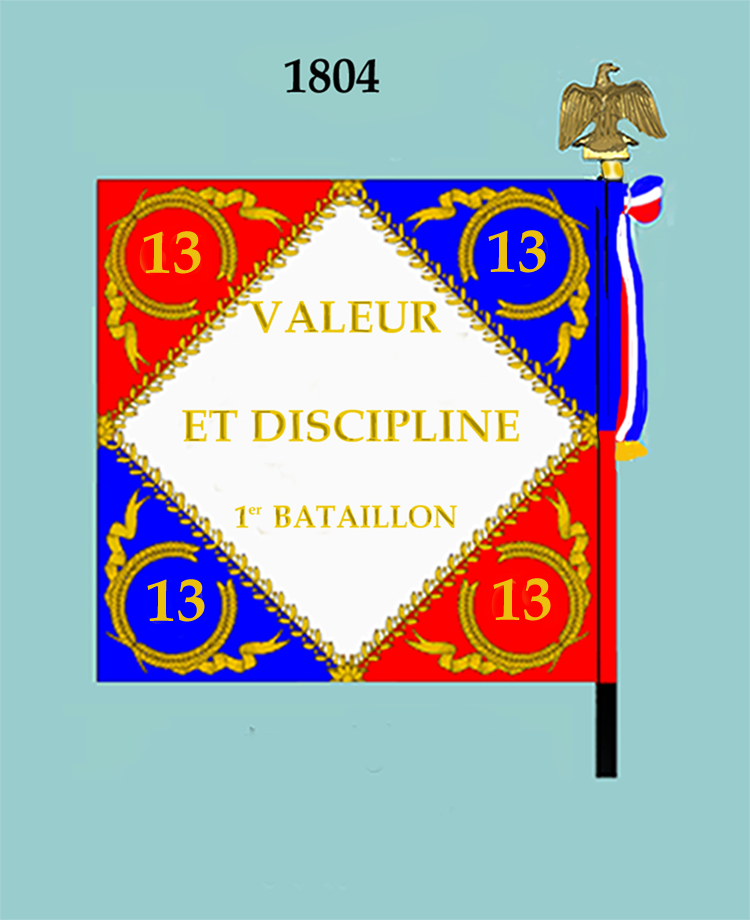
Drapeau modèle de 1804 (revers)

- 1805 : 
  - Bataille de Caldiero
  - 2 décembre : Bataille d'Austerlitz
- 1806 : Corps d'occupation de l'Isterie
- 1809: Oberlaybach et Wagram

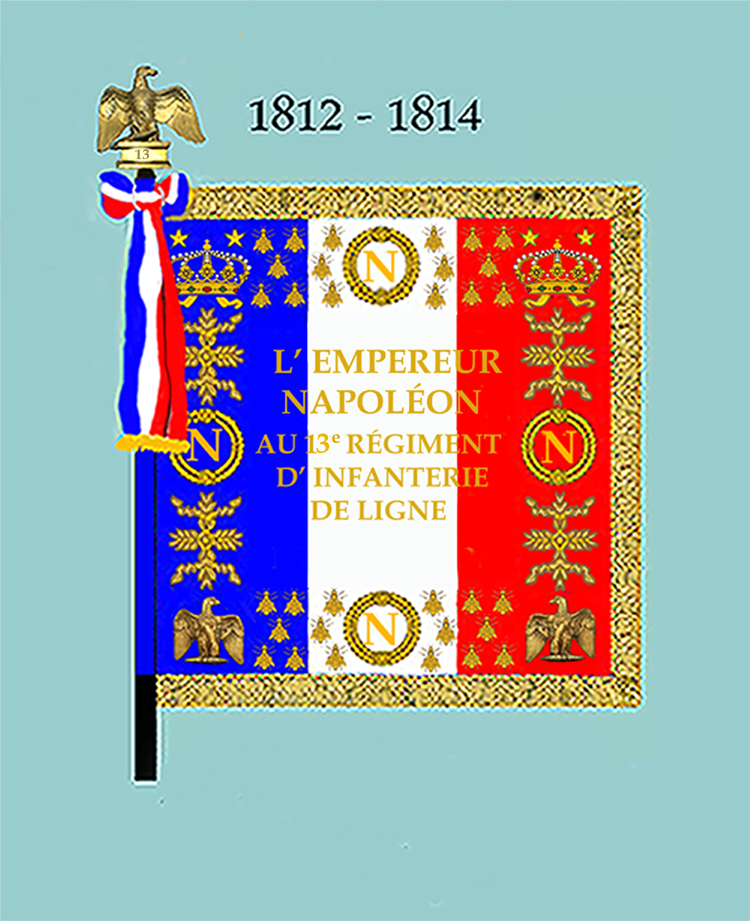
Drapeau modèle de 1812 (avers)
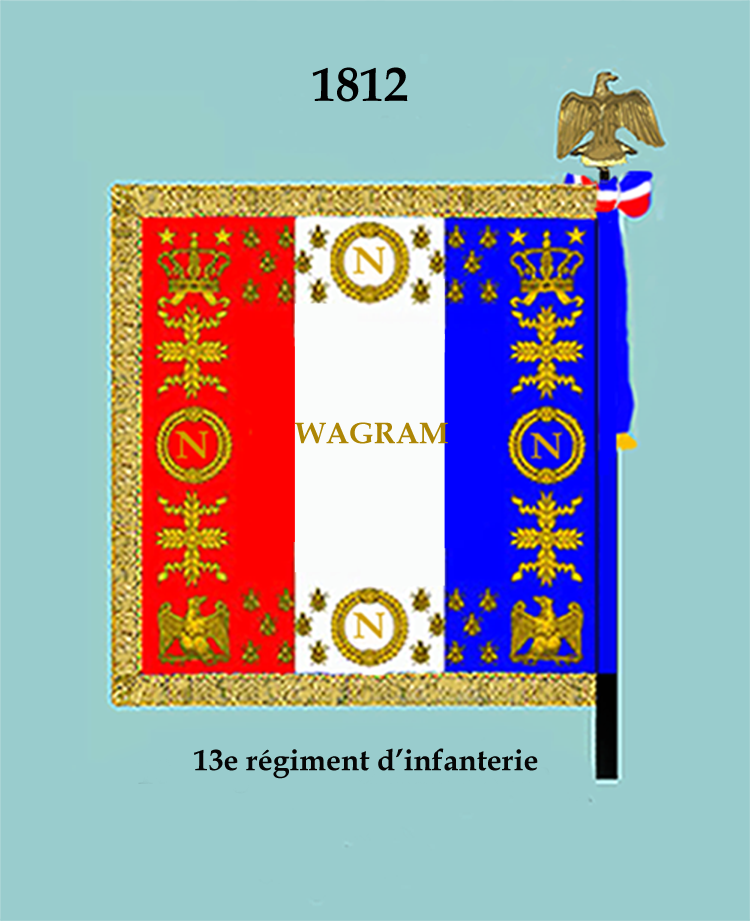
Drapeau modèle de 1812 (revers)

- 1813 : Campagne d'Allemagne
  - Bautzen,
  - Hanau
  - Hochheim
  - 16-19 octobre : Bataille de Leipzig
- 1814 : Forteresse de Mayence et Palma-Nova
- 1815 : Corps d'Observation des Pyrénées

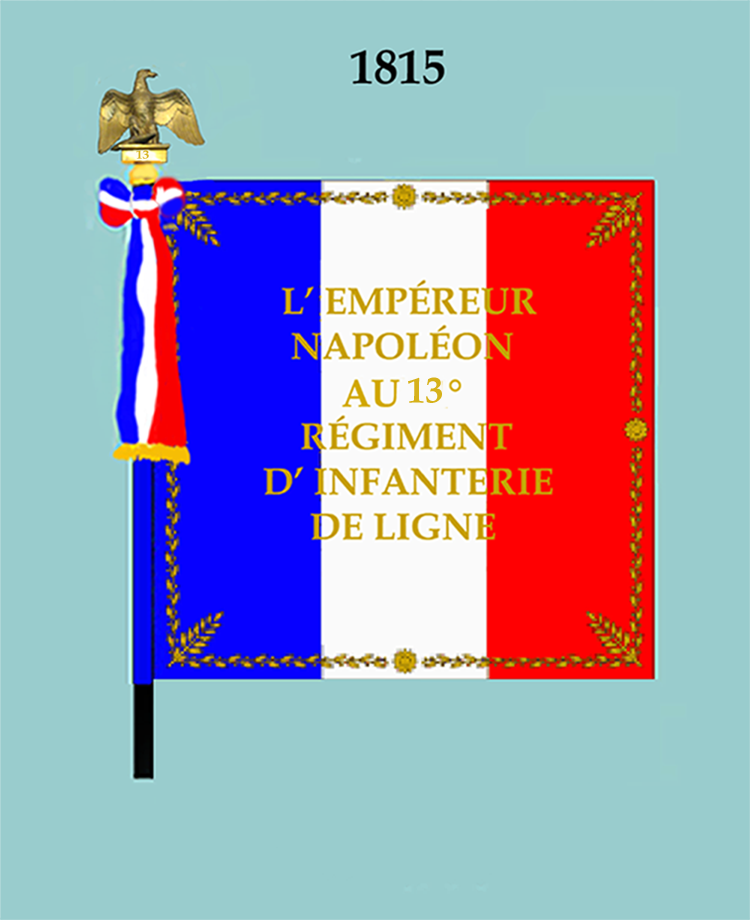
Drapeau modèle de 1815 (avers)
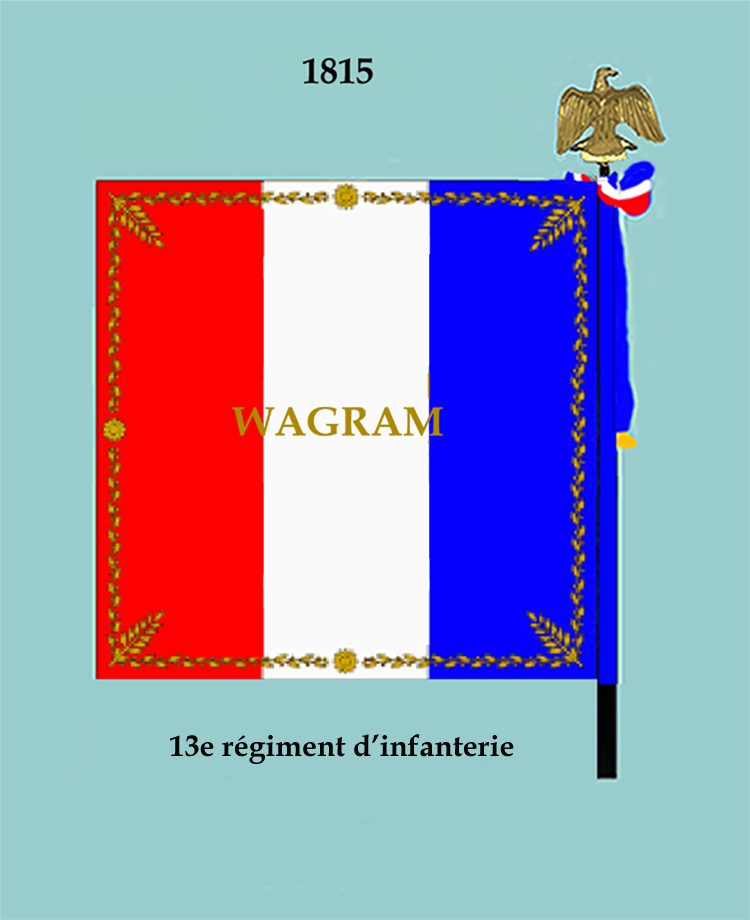
Drapeau modèle de 1815 (revers)

### 1815 à 1852
- 1830 : Une ordonnance du 18 septembre créé le 4e bataillon et porte le régiment, complet, à 3 000 hommes[1].
- 1834 à 1836 : Algérie

En 1849, il fait partie du corps expéditionnaire de la Méditerranée envoyé combattre la République romaine et participe au siège de Rome et reste en Italie jusqu'en 1850.

### Second Empire
- Par décret du 2 mai 1859 le 13e régiment d'infanterie fournit 1 compagnie pour former le 102e régiment d'infanterie de ligne.
- 1860-1861 : expédition de Syrie[2].
- 1870 :  4e Corps;  batailles de Borny, de Rezonville et de Saint Privat

### 1872 à 1914
- Après la guerre de 1870, il est en garnison à Bourges.

### Première Guerre mondiale
- 1914 : casernement à Nevers et Decize, 32e brigade d'infanterie, 16e division d'infanterie, 8e corps d'armée.
- Constitutions en 1914 : 3 bataillons à la 16e division d'infanterie d'août 1914 à janvier 1917, 169e division d'infanterie de janvier 1917 à novembre 1918.

#### 1914
- Domèvre, Sarrebourg, Trouée de Charme.

#### 1915
- Tête à vache, combats du bois d'Ailly en forêt d'Apremont.

#### 1916
- Verdun, Tavannes, bois Fumin, Woëvre.

#### 1917
- La Verrue, Moronvilliers, Mont Cornillet, Argonne.

#### 1918
- Assainvillers (Bataille de Montdidier), Faverolles, Le Cessier, Les Loges, offensive Nesle-Ham, Essigny le grand.

### Entre-deux-guerres
Le régiment ne revient dans la Nièvre qu'après le défilé du 14 juillet 1919. Il est dissous le 1er janvier 1924.
Il est reconstitué le 15 juin 1930 puis devient un régiment type motorisé en 1935.

### Seconde Guerre mondiale

#### Campagne de France (1939-1940)
Le 13e régiment d'infanterie (RI), régiment d'active, est renforcé à la mobilisation de septembre 1939. Sous les ordres du colonel Maurice Barthe, il est composé des bataillons I, II, III puis de la 13e compagnie pionniers (motorisée). Il appartient à la 9e division d'infanterie motorisée.

#### Libération de la France (1945)
Le régiment est recréé le 1er avril 1945 par la régularisation du 26e régiment d'infanterie organisé à partir des forces françaises de l'intérieur par le colonel Mingasson. Ce régiment, formé en Dordogne en novembre 1944 et dont le nom fait référence au 26e régiment d'infanterie de l'Armée d'armistice, voit son numéro 26 attribué en février 1945 à une unité lorraine,. Lorsque le ministère de la Guerre annonce en décembre 1944 que le régiment périgourdin doit devenir le 13e RI, le colonel Mingasson tente de faire pression pour conserver le numéro 26. Il finit par accepter de venir à Paris le 2 avril 1945 récupérer le drapeau du 13e RI mais distribue à ses hommes un insigne portant le numéro 26.
Non endivisionné, le régiment est déployé avec les forces françaises de l'Ouest, face à la poche de La Rochelle. Il participe à l'opération Mousquetaire visant à libérer La Rochelle et lancée le 30 avril. Derrière le 4e régiment de zouaves, il s'empare de Thairé et de plusieurs hameaux, au prix de cinq tués et vingt-huit blessés. L'opération est annulée à l'approche de la capitulation allemande.

#### Opérations en Algérie (1945)
Fin mai 1945, après les émeutes de Sétif, Guelma et Kherrata, le 13e RI rejoint l'Algérie, (le 3e bataillon est transporté par avion à Boufarik dès le 12). Le régiment compte 1 854 hommes en août 1945. Il est dissous le 16 décembre 1945.

## Traditions

### Devise
Bourbonnais sans tache

### Drapeau et décorations
Il porte, cousues en lettres d'or dans ses plis, les inscriptions suivantes :
- VERONE 1797
- HELIOPOLIS 1800
- WAGRAM 1809
- BAUTZEN 1813
- VERDUN 1916
- MONTDIDIER 1918
- SAINT-QUENTIN 1918

Sa cravate est décorée de la Croix de guerre 1914-1918 avec deux citations à l'ordre de l'armée, une à l'ordre de la division.
Le 13e régiment d'infanterie de ligne reçoit la fourragère aux couleurs du ruban de la Croix de guerre 1914-1918  le 10 décembre 1918.
Pour la période 1914-1918, le régiment reçoit compte également 1 citation à l'ordre de l'armée « le bataillon Du Bouchet », 3 citations à l'ordre du corps d'armée pour 3 compagnies.

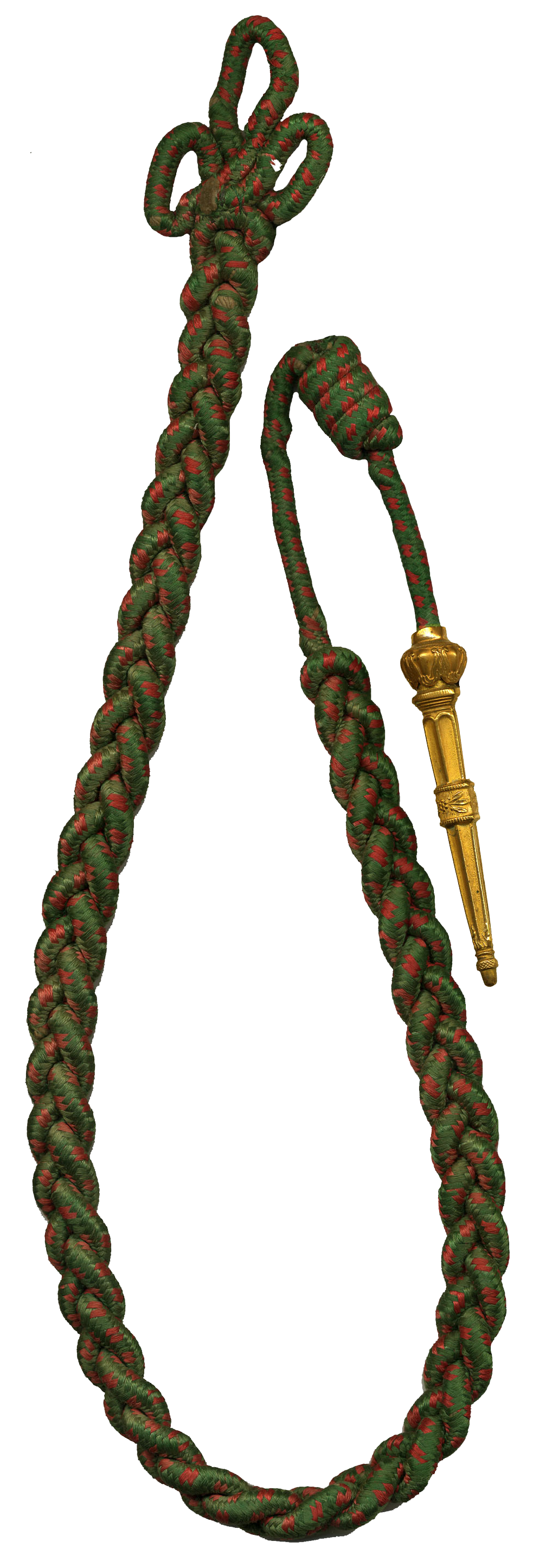
Fourragère aux couleurs du ruban de la croix de guerre 1914-1918.
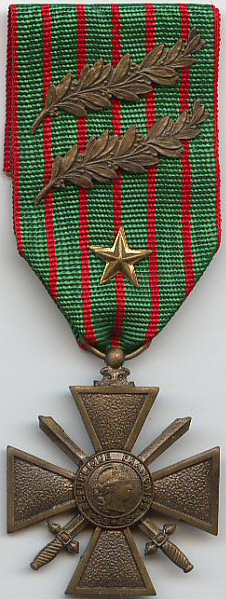
Croix de guerre 1914-1918.
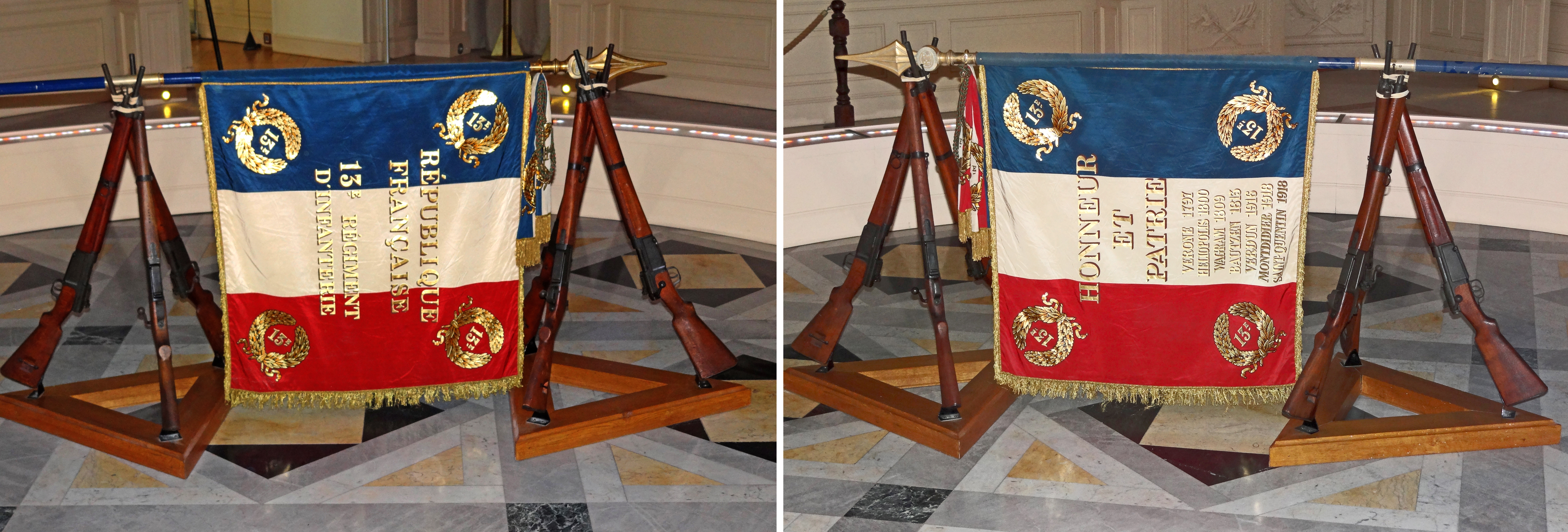
Drapeau du 13e RI en la cathédrale de Nevers en 2014.

## Personnalités ayant servi au régiment
- Georges Bergé (1909-1997), général français, Compagnon de la Libération, était capitaine au régiment au début de la Seconde Guerre mondiale.
- François Buchet (1777-1868), alors chef de bataillon
- Albert Fossey-François (1909-1958), compagnon de la Libération, comme lieutenant-colonel en 1945.
- Michel Girardot (1759-1800)
- Nicolas-Joseph Thomas (1825-1898)

## Sources et bibliographie
- Citations collectives des régiments d'infanterie de 1914-1918
- À partir du Recueil d'Historiques de l'Infanterie Française (Général Andolenko - Eurimprim 1969).
- Historiques des corps de troupe de l'armée française (1569-1900), Berger-Levrault (Paris), 1900, 52 p. (lire en ligne)